# Fossillagerstätte Vallecillo
Die Fossillagerstätte Vallecillo ist eine bedeutende Konservatlagerstätte der Oberkreide in Nordamerika, gelegen im Bundesstaat Nuevo León in Mexiko. Sie zeichnet sich durch außergewöhnlich gut erhaltene Fossilien aus, darunter Fische, Ammoniten, Mosasaurier und fossile Vögel mit Weichteilerhaltung. Die Fundstelle bietet einen einzigartigen Einblick in die marine Lebenswelt des oberen Cenomaniums und unteren Turoniums und wird wissenschaftlich intensiv untersucht.

## Geographische Lage
Die Fossillagerstätte Vallecillo liegt im Nordosten Mexikos, im Bundesstaat Nuevo León, etwa 100 Kilometer nördlich der Stadt Monterrey, nahe der Ortschaft Vallecillo. Das Fundgebiet der Fossillagerstätte befindet sich in einem aktiven Kalksteinbruch (26° 39′ 19″ N, 100° 0′ 49″ W), dieser liegt südwestlich des Ortszentrums und erschließt Gesteinseinheiten der Agua-Nueva-Formation. Ebenfalls treten mehrere weitere kleiner Steinbrüche entlang einer etwa 1 km langen Straße auf.

## Geologie

### Geologischer Rahmen
Die Fossillagerstätte Vallecillo befindet sich in der sogenannte Agua-Nueva-Formation insbesondere innerhalb des sogenannten Vallecillo Members. Eine abwechselnd geschichtete Sedimentabfolge, die im oberen Cenomanium bis unteren Turonium (Kreide) gebildet wurde. Die dort lagernden Gesteine bestehen aus regelmäßigen Wechselfolgen von plattigen, dünnbankigen Kalksteinen und tonig-mergeligen Zwischenlagen. Lithologisch lassen sich drei dominierende Gesteinseinheiten unterscheiden: hellgraue bis beige, feinlaminierte, feinkörnige und fossilreiche mikritische Kalksteine mit einer Bankmächtigkeit von wenigen Zentimetern, dunkle, tonig-mergelige Lagen mit lokal erhöhtem Anteil an organischem Material und Pyrit, sowie als dritte Einheit vereinzelt auftretende schwarzschiefer- und silikatische Schichten. Die Gesteinsabfolge weist über mehrere Meter hinweg keine erosiven Schichtwechsel oder Bioturbationsstrukturen auf. Dies deutet auf durchgehende, ruhige Sedimentation unter weitgehend konstanten Bedingungen in einem sauerstoffarmen-anoxischen Milieu hin. Die Schichtung ist horizontal gelagert und größtenteils unverformt. Insgesamt handelt es sich um ein plattiges Karbonatsystem, das durch geringe feinkörnige Sedimentationsraten und gleichförmige Ablagerung geprägt ist. Innerhalb einiger toniger Schichten treten siliklastische Horizonte (durch Stomatocysten) auf, die auf episodische Silikateinträge hinweisen.

### Entstehungsgeschichte
Die Gesteine der Vallecillo-Lagerstätte wurden in der Kreide am äußeren Kontinentalschelf des prähistorischen Golfs von Mexiko abgelagert. Die Sedimentation erfolgte in einem marinen, weitgehend offenen Schelfmeer, das über 200 km von der damaligen Küste entfernt lag. Es herrschten gleichmäßige Sedimentationsbedingungen und ein sehr geringer Eintrag von grobem terrestrischem Material.  Die Bildung der Lagerstätte kann mit dem globalen Ozeanischen Anoxischen Ereignis 2 (OAE2) korreliert werden. Während diesem Ereignis kam es zu einer weltweiten Sauerstoffverarmung in tieferen marinen Wasserschichten.  Dies führte innerhalb der Vallecillo Lagerstätte zur Ablagerung der dunklen, organikreichen Schwarzschieferschichten. Die darauffolgenden wechselgelagerten Plattenkalke und Mergel entstanden durch biogene Ausfällung von Calcit und Aragonit aus der oberen sauerstoffreichen Wassersäule und feinklastischem Sediment. Die Kombination aus oxischem Oberflächenwasser und anoxischem Tiefenwasser erschuf ideale Voraussetzungen für die Bildung einer Fossillagerstätte.

### Datierung
Die stratigraphische und zeitliche Einordnung der Sedimente innerhalb der Vallecillo-Lagerstätte erfolgte ausschließlich über Leitfossilien. Insbesondere Ammoniten wie Watinoceras, Nigericeras und Mammites, aber auch planktonische Foraminiferen wie Helvetoglobotruncana helvetica wurden zur Altersbestimmung herangezogen. Diese Lebewesen ermöglichen eine präzise Zuordnung zum oberen Cenomanium und unteren Turonium. Die Kombination aus biostratigraphischen und lithologischen Daten erlaubt eine relativ zuverlässige Datierung der Sedimentpakete.

## Taphonomie

### Wie sind die Fossilien erhalten
Die Fossilien der Vallecillo-Lagerstätte zeichnen sich durch einen außergewöhnlich guten Erhaltungszustand aus. Viele Funde sind vollständig artikuliert, dreidimensional oder flachgedrückt erhalten, zeigen Details wie Flossenstrahlen, Mageninhalte oder gelegentlich Weichteilreste. Teilweise sind auch slab-und-counterslab-Präparate dokumentiert, bei denen Fossilien auf Ober- und Unterplatte erhalten sind. Der Erhaltungszustand reicht von vollständig erhaltenen, artikulierten, detailreichen Skeletten bis zu partiell zersetzten Organismen. Unterschiede in der Zerfallsintensität deuten auf individuelle Unterschiede in der Verweildauer in der Wassersäule oder unterschiedliche taphonomische Mikroprozesse hin. Die feine Laminierung der Sedimente blieb dabei weitgehend ungestört, was auf eine geringe Bioturbation und stabile Ablagerungsbedingungen hindeutet. Die außergewöhnlich gute Erhaltung der Fossilien, teils mit erhaltenen Weichteilstrukturen, klassifiziert Vallecillo als eine typische Konservatlagerstätte.

## Funde

### Flora
Makroskopisch pflanzliche Fossilreste sind in der Vallecillo-Lagerstätte nicht dokumentiert. Hinweise auf eine nennenswerte Flora fehlen in den bisher untersuchten Profilen vollständig, was mit der offenen marinen Ablagerungssituation in Zusammenhang steht.

### Fauna

#### Wirbellose
- Ammoniten: u. a. Nigericeras scotti, Pseudaspidoceras flexuosum, Watinoceras coloradoense, Mammites nodosoides, Vascoceras birchbyi[2]
- Inoceramen: z. B. Mytiloides hattini, M. puebloensis, M. kossmati[2]
- Zehnfußkrebse: Carapaxteile, Cheliped-Fragmente[1]
- Stomatocysten: Ruhestadien silikatischer Algen[4]

#### Fische und Amphibien
- Knochenfische: Rhynchodercetis regio, Tselfatia formosa, Goulmimichthys roberti, Pachyrhizodus minimus, Thryptodus zitteli[1][5]
- Pycnodontiformes: Nursallia gutturosum – vollständig erhaltene Skelette, teils mit Mageninhalt[5]
- Clupeomorpha: kleinere planktonfressende Arten[3]
- Knorpelfische: Ptychodus mortoni, Aquilolamna milarcae – mantaartiger Knorpelfisch („Adlerhai“), vollständig erhaltenes Skelett[1][3]
- Quastenflosser: ehemals als Palaeoctopus pelagicus beschrieben, später reinterpretierter Fund[3]

#### Reptilien und Vögel
- Meeressquamaten: Halisaurus – selten, bedeutend für die Faunenführung des unteren Turoniums[1]
- Plesiosaurier: Mauriciosaurus fernandezi – mit Weichteilerhaltung[3]
- Mosasaurier: Yaguarasaurus regiomontanus – aigialosaurider Mosasaurier[1]
- Vögel: mindestens ein Exemplar mit Feder- und Weichteilerhaltung[1]

#### Säugetiere
- Bisher sind keine Säugetiere aus der Lagerstätte belegt.[3]

## Forschungsgeschichte

### Wissenschaftliche Ausgrabungen
Die Fossillagerstätte von Vallecillo wurde erstmals in den 1990er Jahren wissenschaftlich erschlossen. Systematische Grabungen durch internationale Teams – insbesondere durch Forschergruppen der Universität Heidelberg und der Universidad Autónoma de Nuevo León – führten zu einer umfassenden Erkundung des Profils. Eine zentrale Rolle spielten Christina Ifrim und Wolfgang Stinnesbeck, die zusammen mit weiteren Kollegen zahlreiche Profile dokumentierten, Fossilien bargen und stratigraphische sowie taphonomische Studien durchführten. Die Grabungen erfolgten überwiegend in kleinen, manuell erschlossenen Steinbrüchen bei Vallecillo und konzentrierten sich auf besonders fossilreiche Horizonte innerhalb des Vallecillo Members der Agua Nueva Formation.

### Publikationen
Die wissenschaftliche Bearbeitung der Fundstelle führte zu einer Vielzahl von Publikationen mit Schwerpunkten in den Bereichen Geologie, Taphonomie, Biostratigraphie und Paläobiologie. Erste umfassende Arbeiten wurden Mitte der 2000er Jahre veröffentlicht und etablierten Vallecillo schnell als bedeutende Konservatlagerstätte der Oberkreide. Neben allgemeinen Übersichtsarbeiten erschienen auch spezifische Studien zu einzelnen Taxa, darunter Fische, Reptilien, parasitische Isopoden sowie mikrofossile Organismen wie Stomatocysten.